# Bad Adelholzen

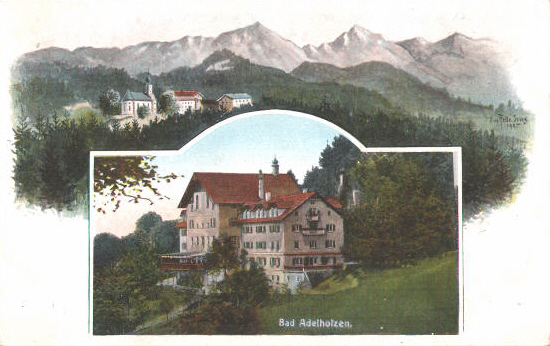
Vykort från början av 1900-talet med Bad Adelholzen som motiv, av Eugen Felle.

Bad Adelholzen är en ort i kommunen Siegsdorf i Oberbayern i Tyskland. Bad Adelholzen ligger mellan Siegsdorf och Bergen nära Hochfelln.
Bad Adelholzen är en av Bayerns äldsta kurorter, och har kalk- och kolsyrehaltiga källor. I forna tider besöktes Bad Adelholzen framför allt av patienter med njursjukdomar.